# Optimes
 Optimes - Optical Media Storage S.p.A. (nota anche come Opti.Me.S.) era una azienda italiana che operava nel settore dell'informatica, producendo principalmente compact disc (CD-ROM e CD Audio) e altri supporti a lettura ottica e assicurandone direttamente la vendita, l'installazione e la manutenzione.

## Storia
Optimes viene creata a Roma con sede a Pomezia il 10 luglio 1986 da Società Elenchi ufficiali degli Abbonati al Telefono p.A. (gruppo IRI-STET) con il 51%, Philips S.p.A. con il 10% e Philips Informatica e Comunicazioni S.p.A., con il 39%, con l'obiettivo di realizzare lo sviluppo, la produzione e la vendita (anche conto terzi) di mezzi ottici per i mercati audio e dati.
È stata la prima azienda italiana a produrre cd e nel 1992 risultava leader in Italia nella produzione di strumenti per la diffusione di informazioni digitalizzate.
Successivamente la sede venne trasferita a L'Aquila, dove già era sito lo stabilimento, e la quota Philips venne ceduta a STET: nel 1994 la società passa sotto il controllo di Finmeccanica.
Privatizzata e ceduta a Mac Record nel 1997, nel 2001 la società entra in crisi e nel 2004 viene dichiarata fallita.